# Tőrfarkúak
A tőrfarkúak (Xiphosura) az ízeltlábúak (Arthropoda) törzsében  a csáprágósok (Chelicerata) altörzsébe sorolt rákszabásúak (Merostomata) osztályának egyik rendje. Sok fajuk kihalt, a négy ma is élő faj a Limulidae családjába tartozik. A csoport alig változott az évmilliók alatt, ezért a modern tőrfarkú rákok nagyon hasonlítanak a fosszíliákra.
A tőrfarkúakat hagyományosan a rákszabásúak (Merostomata) osztályába sorolják. Ez a fogalom azonban magába foglalja az eurypteridákat is, ezért a csoport parafiletikus.

## Származásuk, elterjedésük
Őseik mintegy ötszázmillió éve tértek át a részlegesen szárazföldi életmódra, véglegesen azonban egyik csoportjuk sem költözött ki a kontinensekre. Életük nagy részét a tengerek mélyén töltik.

## Megjelenésük, felépítésük
Szelvényezett testüket fölül rohamsisakra emlékeztető alakú, sima kitinpáncél burkolja, miként hasoldalukról kinövő öt pár, ízelt lábukat is. A páncél hátuljához merev tövisben végződő, háromszögletű farok kapcsolódik. Ezekkel a vízben könnyedén járnak, de a szárazföldön, ahol nem hat a víz felhajtóereje, rendkívül nehézkessé válnak. A hím elülső lábai vaskos, bokszkesztyűre hasonlító karmokban végződnek.
Fejük homlokrészén két kis, vese alakú összetett szemük van, faroktövisükön pedig egyszerű fotoreceptorok. Hasuk hátsó részén öt pát kopoltyúlemez-csomót találunk; ezekkel előre-hátra csapkodva lélegeznek — a szárazföldön is, ha sikerül kopoltyúikat nedvesen tartaniuk.
Homokszemcse méretű petéik ragadósak.

## Életmódjuk, élőhelyük
Azokon az éjeken járnak szaporodni a partra, amikor a legnagyobb a dagály. A levesestányér méretű nőstény partra vontatja a kisebb termetű hímet, aki mellső lábaival a nőstény páncéljának hátsó karimájába kapaszkodik. A hullámverés zónáján túljutva a nőstény gödröt ás, és belerakja mintegy nyolcezer petéjét, a hím pedig meglocsolja őket spermájával. A peték, majd a belőlük kikelő lárvák a homokszemcsék közé keveredve várnak 2, illetve négy hétig, hogy egy újabb nagy dagály visszamossa őket a tengerbe. Amikor a szárazföldi szaporodás kialakult, ez nyújtotta a petéknek a lehető legjobb védelmet, időközben azonban a szárazföldek benépesültek, és a tőrfarkúak szaporulatát számos faj csipegeti fel, így a partfutók, a fenyérfutók, a kőforgatók és más madarak. A sirályok nemcsak a petéket veszélyeztetik, de szétszaggatják azokat a tőrfarkúakat is, amelyek hajnalig nem értek vissza a tengerbe.
Az eltévedt, a vízbe vissza nem találó tőrfarkúak a szárazföldön akár két hétig is elélhetnek, ha megfelelően nedves mélyedést találnak.
Vedlés előtt a régi páncél alsóbb rétegeinek anyagát visszaszívják. Az elvékonyodott páncél alatt új, ráncos bőrt növesztenek úgy, hogy azt folyadékréteg választja el a régi héjtól. Ezután a régi páncél maradéka felhasad, és az állat jobbra-balra hajladozva kiküzdi magát belőle. Sok vizet nyel, amitől teste kitágul, és az új bőr ráncai kisimulnak. Ezután belülről szilárdító és merevítő rétegekkel vastagítja a kutikulát, amíg az teljesen meg nem keményedik. Mivel a vedlő állat rendkívül sérülékeny, annak megkezdése előtt többnyire valamely jól védett vagy rejtett menedékbe vonul vissza.

## Rendszertani felosztásuk
†Synziphosurida alrend
- Weinberginidae Richter, 1929 (alsó devon)
- Bunodidae Packard 1886
  - Bunodinae Packard 1886 (felső szilur)
  - Limuloidinae Størmer, 1952 (felső szilur)
- Pseudoniscidae Packard 1886 (felső szilur)
- Kasibelinuridae Pickett, 1993 (középső és késő devon)

Xiphosurida alrend
* † Bellinurina alrendág
- - Elleriidae Raymond, 1944 (a felső devontól a felső karbonig)
  - Euproopidae Eller, 1938 (= Liomesaspidae Raymond 1944) (a felső karbontól az alsó permig)
  - Bellinuridae Zittel és Eastman, 1913 (a középső devontól a felső karbonig)

* Limulina alrendág
- - †Rolfeiidae Selden és Siveter, 1987 (a karbontól a kora permig)
  - †Paleolimulidae Raymond, 1944 (a karbontól a permig)
  - †Moravuridae Pribyl, 1967 (alsó karbon)
  - †Austrolimulidae + 	†Heterolimulidae (középső triász)
  - Limulidae Zittel, 1885
    - †Mesolimulinae Størmer, 1952 (az alsó triásztól a krétáig)
    - Limulinae Zittel, 1885
      - Tachypleini Pocock, 1902 (a miocéntől napjainkig)
      - Limulini Zittel, 1885 (napjainkban)

## Fordítás
- Ez a szócikk részben vagy egészben  a   Xiphosura című angol Wikipédia-szócikk fordításán alapul.  Az eredeti cikk szerkesztőit annak laptörténete sorolja fel. Ez a jelzés csupán a megfogalmazás eredetét és a szerzői jogokat jelzi, nem szolgál a cikkben szereplő információk forrásmegjelöléseként.